# Roberts-Wasserbock
Roberts-Wasserbock (Kobus robertsi) ist eine ausgestorbene Antilopenart aus der Gattung der Wasserböcke, die in einem kleinen von Sümpfen geprägten Gebiet am Luongo im nördlichen Sambia vorkam.

## Merkmale
Roberts-Wasserbock ähnelte der Letschwe (Kobus leche) war aber kleiner und etwa so groß wie der Upemba-Litschi (Kobus anselli). Der Kopf, der obere Bereich des Halses und der Rumpf war bräunlich-orange gefärbt, der Rücken und die Flanken waren dunkler und rötlicher als bei der Letschwe. An den Wangen, der Kehle, an den Seiten des Halses und an den Schultern war das Fell mit schwärzlichen Haaren durchsetzt, so dass sich eine Färbung wie beim Bangweulu-Litschi (Kobus smithemani) ergab. Auf der Unterseite des Halses von der Kehle bis zur Brust verlief ein schmaler heller Streifen. Am unteren Bereich des Halses befanden sich rechts und links je ein schwarzer Fleck. Die Außenseiten der Ohren waren rotbraun, die Innenseiten der Ohren waren weiß. Die geriffelten Hörner sind deutlich kürzer als die der Letschwe, mit breiteren, enger zusammen stehenden Rippen. Die ungeriffelte, glatte Spitze ist kürzer.

## Systematik
Roberts-Wasserbock wurde 1907 durch den britischen Zoologen Walter Rothschild unter der Bezeichnung Cobus robertsi als eigenständige Art erstmals wissenschaftlich beschrieben und nach einem Mr. Roberts benannt, der das Typusexemplar, ein einzelner Schädel, gesammelt hat. Die Zoologen Colin Peter Groves und Peter Grubb erkannten die Eigenständigkeit der Art in ihrer im Jahr 2011 vorlegten Revision der Hornträger an. Kingdon und Mitautoren ordnen Roberts-Wasserbock dagegen als Unterart der Letschwe zu.